# Esther Bolado
Esther Bolado Somavilla (Escobedo de Camargo, 10 de febrero de 1974) es una política española, alcaldesa de Camargo (Cantabria) desde 2015 hasta 2023.

## Biografía
Expresidenta de la Junta Vecinal de Escobedo y ganadora de las primarias de su agrupación en 2014, en las elecciones municipales de 2015 encabezó la lista socialista al Ayuntamiento de Camargo. Tras ellas, logró desbancar en una convulsa sesión constituyente al hasta entonces alcalde Diego Movellán gracias a un pacto a cuatro bandas entre PSC-PSOE, PRC, IU y Ganemos Camargo.
En las elecciones de 2019, su partido se alzó con la victoria y pudo reeditar la alcaldía con el apoyo de los regionalistas.
A consecuencia de la mayoría absoluta conseguida por el Partido Popular en las elecciones de 2023, no pudo revalidar su cargo como alcaldesa de Camargo, siendo sucedida por Diego Movellán en el cargo.